# Липатин, Марсело
Марсе́ло Липати́н Ло́пес (исп. Marcelo Lipatín López; род. 28 января 1977, Монтевидео) — уругвайский футболист, выступавший на позиции нападающего. В настоящее время работает футбольным агентом.

## Биография
Марсело Липатин родился в Монтевидео в 1977 году. В возрасте семи лет переехал в бразильскую Куритибу, где стал играть в мини-футбол. В молодёжных мини-футбольных командах занимался вместе с рядом партнёров, которые впоследствии стали известными профессиональными футболистами, в частности, с чемпионом мира 2002 года Рикардиньо, Чеко и Родриго Бататой. В 1993 году перешёл в «большой» футбол, присоединившись к академии футбольного клуба «Парана».
В 1996 году присоединился к «Монтевидео Уондерерс». Через год стал игроком академии французского «Пари Сен-Жермен», где провёл один сезон. Наконец, в 1998 году дебютировал в профессиональном футболе за «Уондерерс». В сезоне 1998/99 выступал за «Дефенсор Спортинг». В 2000—2001 годах играл за «Коритибу», греческий ПАС (Янина) и японский «Иокогама Ф. Маринос».
После неудачного периода в Японии (где уругваец сыграл только в одном матче) в январе 2002 года присоединился к мексиканской «Америке». Помог своей команде выиграть летний чемпионат 2002 года. Несмотря на то, что в ходе турнира Липатин забил всего три гола, все они принесли важные очки. Так, в 6 туре дубль уругвайца помог обыграть со счётом 2:1 «Ла-Пьедад», а в 9 туре он забил единственный гол в гостевом поединке с «Леоном».
В 2003—2005 годах выступал в итальянской Серии B за «Бари». Во второй половине 2005 года играл за «Гремио», которому помог выиграть бразильскую Серию B и вернуться в элиту. В начале 2006 года вместе с «трёхцветными» выиграл чемпионат штата Риу-Гранди-ду-Сул.
С 2006 по 2009 год уругваец выступал в Португалии за «Маритиму», «Насьонал» и «Трофенсе». В 2008 году вёл переговоры о переходе в «Хапоэль», а затем в «Маккаби» (Тель-Авив). В ходе переговоров агент Липатина предоставил клубам документы о том, что отец Марсело — еврей, а мать — уругвайка, обращённая в иудаизм. Однако в итоге стороны не сумели договориться по финансам. Несмотря на еврейское происхождение, Марсело исповедует христианство.
Завершил карьеру футболиста в Бразилии в 2010 году, в команде «Коринтианс Паранаэнсе» (ныне — «Ж. Малуселли»). В том же году организовал в Куритибе собственное агентство, занимающееся делами футболистов и тренеров.

## Титулы и достижения
- Чемпион Мексики (1): 2002 (Лето)
- Чемпион штата Риу-Гранди-ду-Сул (1): 2006
- Чемпион Бразилии в Серии B (1): 2005